# Жаккардовый ткацкий станок

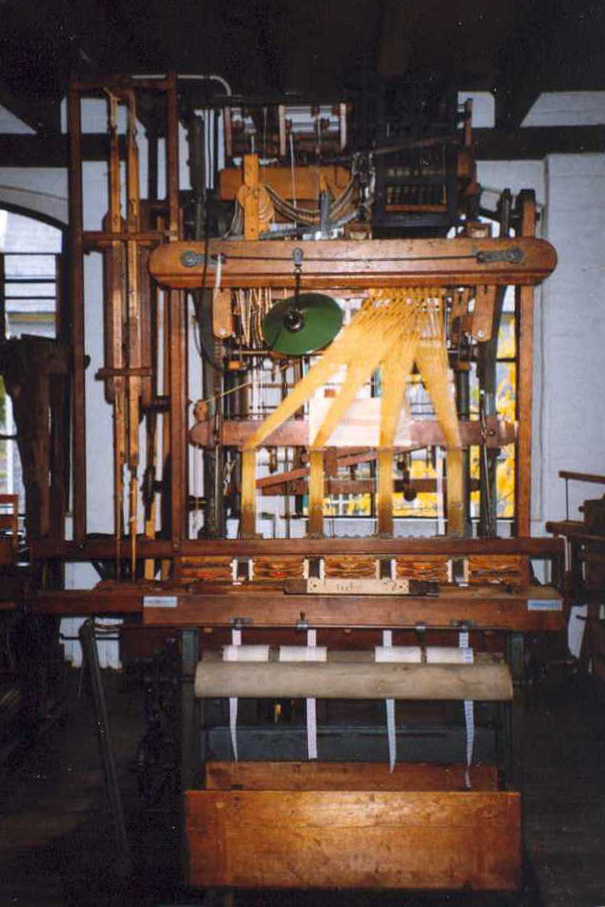
Жаккардовый ткацкий станок

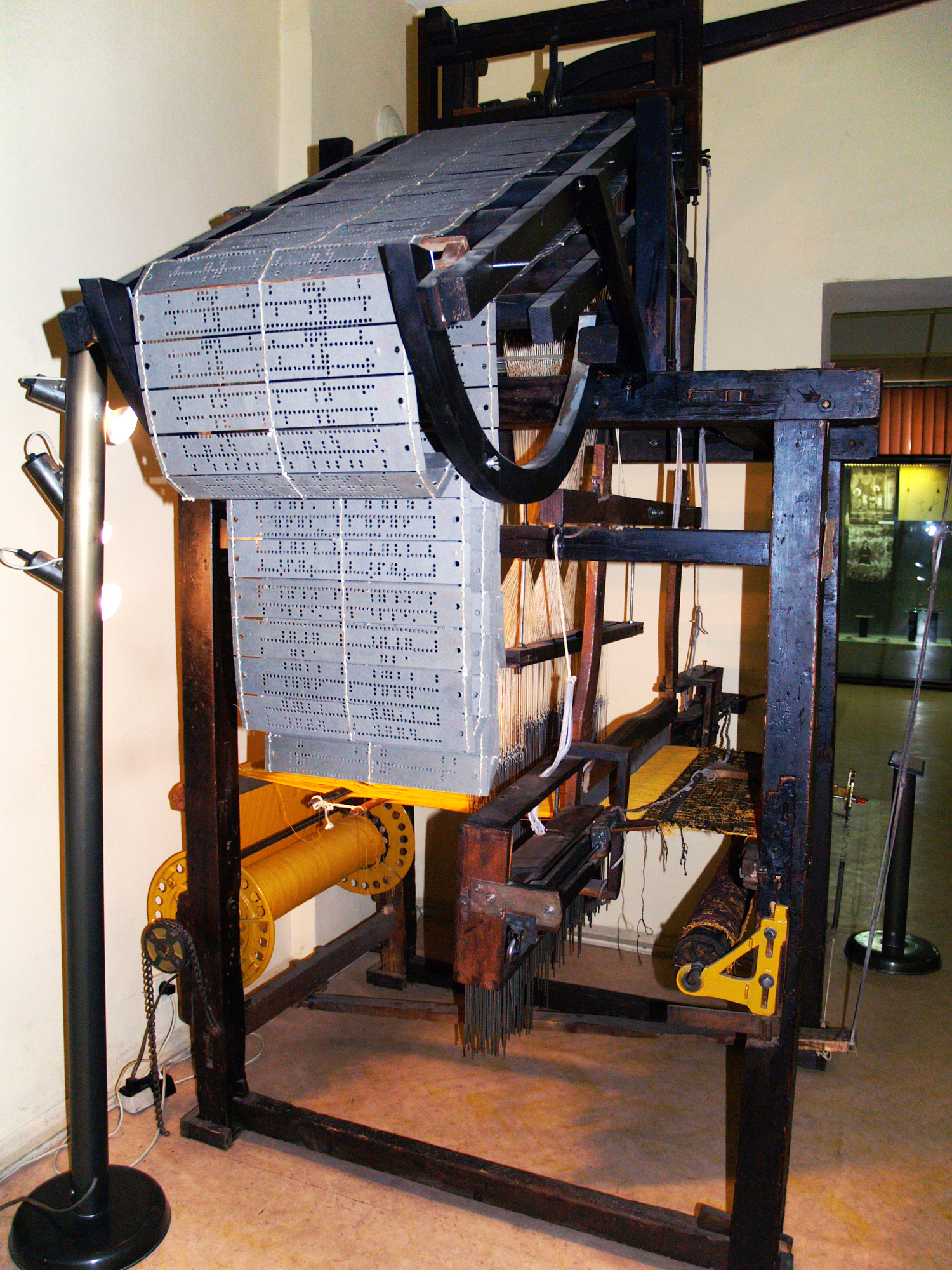
Лента из перфокарт с двоичным кодом узора для жаккардовой машины

Жаккардовый ткацкий станок — ткацкий станок для выработки крупноузорчатых тканей (декоративное полотно, ковры, скатерти, махровые полотенца и т. п.). Его особенностью является возможность после проброски уточной нити раздельно и произвольно поднять/опустить любую нить основы (или их небольшую группу), что позволяет формировать на ткани сложные рисунки произвольной длины.
Станок создан в 1804 году и назван по имени французского ткача и изобретателя Жозефа Мари Жаккара. Продукцию называют жаккардовой тканью.

## Применение
Жаккардовый ткацкий станок даёт возможность при образовании зева на ткацком станке раздельно управлять перемещением каждой нити или небольшой группы нитей основы и вырабатывать ткани, раппорт которых состоит из произвольно большого числа нитей, на количество которых нет технических ограничений. При помощи жаккардовой машины можно изготавливать узорчатые платьевые и декоративные жаккардовые ткани, ковры, скатерти и др.

## Описание
Жаккардовый ткацкий станок по сути был первой машиной с управлением на основе двоичного кода. Круглые отверстия в перфокарте из плотного картона управляли каждой основной нитью позволяя им спуститься вниз или оставаться вверху в зависимости от наличия отверстия в соответствующей позиции. Челнок прокидывает в образовавшийся зев нить. На следующем такте зев образуется согласно перфорации следующей перфокарты. В итоге на ткани формируется двусторонний орнамент, где одна сторона является цветовым или фактурным негативом другой. Поскольку для создания узора могут потребоваться сотни и даже тысячи перфокарт, их сшивали или связывали в непрерывную кольцевую ленту, которая могла занимать пару этажей.
Жаккардовый ткацкий станок имеет ножи, крючки, иглы, рамную доску, рамные шнуры и перфорированную призму. Нити основы, пробранные в глазки лиц (галев), связаны с машиной при помощи аркатных шнуров, продетых в делительную доску для равномерного распределения по ширине станка. Ножи, закрепленные в ножевой раме, совершают возвратно-поступательное движение в вертикальной плоскости. Крючки, находящиеся в зоне действия ножей, захватываются ими и поднимаются вверх, а через рамные и аркатные шнуры поднимаются вверх и нити основы, образуя верхнюю часть зева (основные перекрытия в ткани). Крючки, выведенные из зоны действия ножей, опускаются вниз вместе с рамной доской. Опускание крючков и нитей основы происходит под действием силы тяжести грузиков. Опущенные нити основы образуют нижнюю часть зева (уточные переплетения в ткани). Крючки из зоны действия ножей выводятся иглами, на которые действует призма, имеющая качательные и вращательные движения. На призму надет картон, состоящий из отдельных бумажных карт, которые имеют просеченные и непросечённые места против концов игл. Встречая просеченное место, игла входит в призму, и крючок остаётся в зоне действия ножа, а непросечённое место карты перемещает иглу и выключает крючок из взаимодействия с ножом. Сочетание просеченных и непросечённых мест на картах позволяет осуществить вполне определённое чередование подъёмов и опускания нитей основы.

## Жаккардовые станки в России
Бывший крестьянин из деревни Фрязино Фёдор Кондрашев первым в России перешёл на жаккардовые станки. Поскольку вывозить такие станки из Англии было запрещено под угрозой смертной казни, в журнале российской Мануфактур-коллегии за 1829 год есть заметка о мужике, который ознакомился с устройством жаккардового станка и затем сконструировал его самостоятельно, даже превзойдя оригинал. Этот станок появился на фабрике Кондрашевых, а затем было налажено производство таких станков и на продажу.